# Fauvillers
Fauvillers (valonă Faiviè, luxemburgheză: Fäteler, germană Feitweiler) este o comună francofonă din regiunea Valonia din Belgia. Comuna este formată din localitățile Fauvillers, Hollange, Tintange, Bodange, Hotte, Menufontaine, Wisembach, Burnon, Honville, Malmaison, Sainlez, Strainchamps, Romeldange și Warnach. Suprafața totală a comunei este de 74,11 km². La 1 ianuarie 2008 comuna avea o populație totală de 2.116 locuitori. 